# Mhairi Spence
Mhairi Spence (Inverness, 31 agosto 1985) è una pentatleta britannica.

## Palmarès
In carriera ha conseguito i seguenti risultati:
- Mondiali:

Città del Guatemala 2006: argento nella staffetta e nella gara a squadre.
Berlino 2007: oro nella staffetta.
Budapest 2008: argento nella staffetta e nella gara a squadre.
Londra 2009: argento nella gara a squadre.
Roma 2012: oro nell'individuale e nella gara a squadre.
Kaohsiung 2013: oro nella gara a squadre.
- Europei

Budapest 2006: oro nel pentathlon moderno a squadre, argento staffetta a squadre e bronzo individuale.
Riga 2007: argento nel pentathlon moderno a squadre.
Lipsia 2009: oro nel pentathlon moderno a squadre.
Drzonów 2013: oro nella gara a squadre.